# Bromelina del gambo
La bromelina del gambo è un enzima proteolitico (una idrolasi) che presenta un'ampia specificità per i legami peptidici. Essa è in grado di idrolizzare in modo molto efficiente peptidi come Z-Arg-Arg┼NHMec. L'enzima è presente nel gambo di Ananas comosus, a differenza della bromelina del frutto.
L'enzima non è inibibile attraverso la cistatina di pollo, che è invece un potente inibitore dell'ananaina, altro enzima proteolitico estratto da Ananas comosus.